# Regeringen Ishiba
Regeringen Ishiba I var Japans regering från den 1 oktober 2024 då Shigeru Ishiba tillträdde som Japans premiärminister. Regeringen blev kortlivad eftersom Ishiba redan innan regeringen presenterats meddelade att man skulle hålla nyval den 27 oktober 2024. Ishiba I efterträddes den 11 november 2024 av regeringen Ishiba II.

## Ministrar
- Shigeru Ishiba, Japans premiärminister, LDP
- Seiichirō Murakami, Japans inrikesminister, LDP
- Hideki Makihara, Japans justitieminister, LDP
- Takeshi Iwaya, Japans utrikesminister, LDP
- Katsunobu Kato, Japans finansminister, LDP
- Toshiko Abe, Japans utbildnings- och vetenskapsminister, LDP
- Takamaro Fukuoka, hälso-, arbetsmarknads- och socialminister, LDP
- Yasuhiro Ozato, Japans jordbruks-, skogs- och fiskeriminister, LDP
- Yoji Muto, Japans handels- och industriminister, minister för kärnkraftsskador, LDP
- Tetsuo Saitō, Japans land- och transportminister, Kōmeitō, 1 oktober 2024–
- Keiichirō Asao, Japans miljöminister, minister för kärnkraftsberedskap, LDP
- Gen Nakatani, Japans försvarsminister, LDP
- Yoshimasa Hayashi, högste kabinettssekreterare, LDP
- Masaaki Taira, Japans digitalminister, minister för regleringsreform, LDP
- Tadahiko Itō, återuppbyggelseminister, LDP
- Manabu Sakai, Ordförande för Nationella kommissionen för publik säkerhet, minister för katastrofhantering, LDP
- Junko Mihara, LDP
- Ryōsei Akazawa, minister för ekonomi- och finanspolitik, LDP
- Minoru Kiuchi, LDP
- Yoshitaka Itō, minister för Okinawa och nordliga territoriella åtgärder, minister för konsumentfrågor och livsmedelssäkerhet, minister för regional förnyelse, minister för ainufrågor, LDP

Denna lista hämtas från Wikidata. Informationen kan ändras där.